# کلیمنت بویادژیف
کلیمنت بویادژیف(به بلغاری Климент Бояджиев ؛۱۵آوریل ۱۸۶۱-۱۵ژوئیه ۱۹۳۳) یک ژنرال بلغاری در جنگ های بالکان و جنگ جهانی اول بود.
او در اهرید به دنیا آمد و در مدرسه ای ابتدایی در آنجا تحصیل کرد. پس از استقلال بلغارستان در سال ۱۸۷۸، وی به صوفیه مهاجرت کرد. در سال ۱۸۸۳ او از مدرسه فارغ التحصیل شد و در سال ۱۸۹۵از آکادمی نظامی سوفیه در تورینو، در ایتالیا با نمرات عالی فارغ التحصیل شد.
در جنگ موفقیت آمیز صربستان و بلغارستان در سال ۱۸۸۵،وی در اردوگاه های غربی یار کمکی بود. وی در جنگ لوله بورگاس در جنگ اول بالکان خود را به عنوان فرمانده لشکر پیاده نظام چهارم پرسلاو برجسته کرد از ۲۲آگوست ۱۹۱۳ تا ۱ سپتامبر ۱۹۱۳ کلیمنت بویادژیف وزیر جنگ بود.